# Isodictya grandis
Isodictya grandis är en svampdjursart som först beskrevs av Ridley och Arthur Dendy 1886.  Isodictya grandis ingår i släktet Isodictya och familjen Isodictyidae. Inga underarter finns listade i Catalogue of Life.